# Red velikosti (moč)

## Manj kot 1 vat

### Zeptovat (10−21vat)
- ~10 zW –  moč radiosignala Galileo Sonde na Zemlji, ko ga sprejme 70-metrska antena DSN

### Atovat (10−18vat)
- 100 aW – moč GPS signala merjena na Zemlji [1]

### Femtovat (10−15vat)
- 10 fW (−110 dBm) – najmanjša moč, ki jo lahko sprejme mobilnik

### Pikovat (10−12vat)
- 1 pW (−90 dBm) –  povprečna moč človeške celice
- 150 pW – moč, ki zadane človeško oko z 1 kilometer oddaljene 100 vatne žarnice

### Nanovat (10−9vat)
- 2–15 nW – moč 8-bitnega čipa PIC microcontroller v načinu spanja

### Mikrovat(10−6vat)
- 1 µW (−30 dBm) –  moč kvarčnega kristala mehanične ročne ure
- 3 µW –  moč kozmičnega mikrovalovnega sevanja na kvadratni meter

### Milivat (10−3vat)
- 5 mW –  moč laserja CD-ROM pogona
- 5–10 mW –  moč laserja v DVD playerju
- 70 mW –  moč antene v povprečnem WI-Fi usmerniku

## Med 1 and 1000 vati

### Vat
- * 4 W – maksimalna dovoljena moč civilnega 10-metrskega CB radija
- 14 W – poraba energija varčne CFL žarnice
- 20–40 W – približna poraba energije človeških možganov[2]
- 60 W – približna poraba energije žarnice z žarilno nitko
- 100 W – poraba energije človeškega telesa v mirovanju[3]
- 120 W – električna moč 1 m2 velike fotovoltaične plošče ob polnem Soncu
- 130 W – največja poraba Pentium 4 procesorja
- 200 W – približna moč kolesarja [4][5]
- 300–400 W – največja poraba grafične kartice GPUNvidia Geforce Fermi 480 [6]
- 400 W – največja dovoljena moč amaterskega radija v Združenem kraljestvu
- 500 W – moč (uporabno delo + toplota) človeka pri težkemm fizičnem delu
- 745.7 W – 1 konjska sila
- 909 W – največja moč zdravega človeka pri 30 sekundnem šprintu pri temperaturi 30,1 stopinj Celzija[7]

## Nad 1000 vati

### kilovat (103W)
- 1 kW to 3 kW – moč gospodinjskega električnega grelca
- 1,1 kW – moč mikrovalovne pečice
- 1,5 kW –  največja dovoljena moč amaterskega radia v ZDA
- do 2 kW – približna največja moč profesionalnega dvigovalca uteži